# Vinbärsbladskärare
Vinbärsbladskärare, Alloclemensia mesospilella, är en fjärilsart som först beskrevs av Herrich-Schäffer 1854.  Vinbärsbladskärare ingår i släktet Alloclemensia, och familjen bladskärarmalar. Enligt den finländska rödlistan är arten nära hotad, NT, i Finland. Enligt den svenska rödlistan är arten sårbar, VU, i Sverige. Arten förekommer i Övre Norrland. Arten har tidigare förekommit i Svealand och Nedre Norrland men är numera lokalt utdöd. Artens livsmiljö är fuktiga lundar.

## Bildgalleri

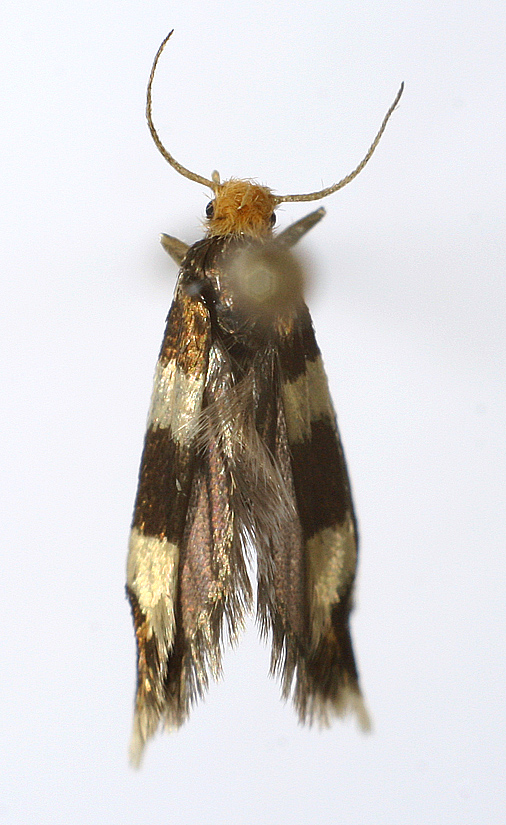